# Nhĩ Nguyên
Nhĩ Nguyên (tiếng Trung: 洱源县, Hán Việt: Nhĩ Nguyên thị) là một huyện thuộc Châu tự trị dân tộc Bạch Đại Lý tại tỉnh Vân Nam, Cộng hòa Nhân dân Trung Hoa. Huyện này có diện tích 2961 km2, dân số năm 2002 là 330.000 người. Huyện lỵ đặt tại trấn Sài Bích Hồ (茈碧湖).

## Các đơn vị hành chính
Huyện Nhĩ Nguyên quản lý các đơn vị hành chính sau:
- Các trấn: Sài Bích Hồ (茈碧湖), Đặng Xuyên (邓川), Hữu Sở (右所), Tam Doanh (三营), Phượng Vũ (凤羽) và Kiều Hậu (乔后).
- Các hương: Ngưu Nhai (牛街), Luyện Thiết (炼铁) và Tây Sơn (西山).